# 1999年昆明世界園藝博覽會
25°04′49″N 102°45′55″E / 25.0804°N 102.7653°E

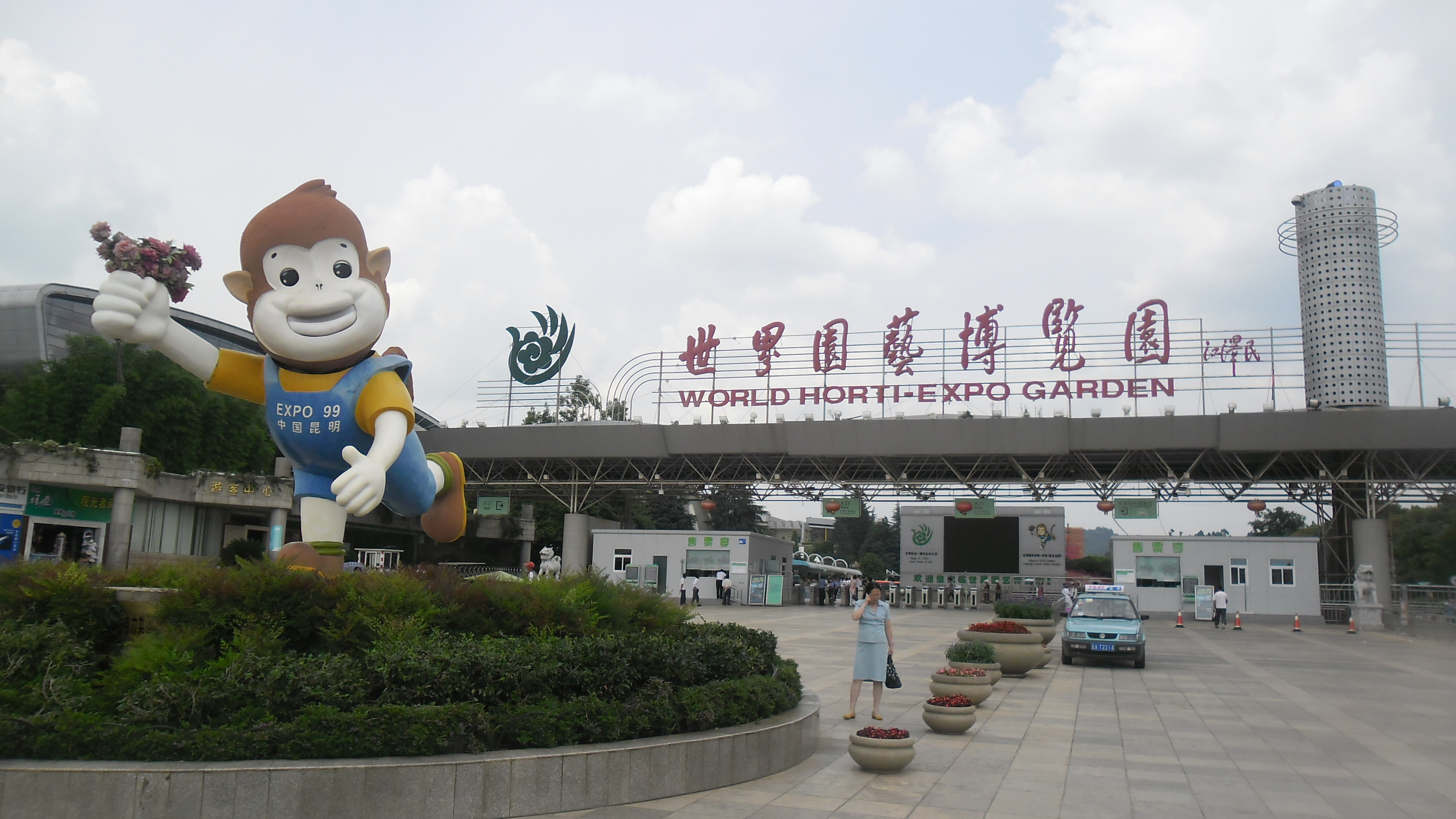
昆明世界园艺博览园

1999年昆明世界園藝博覽會，簡稱昆明世園會，是一個於1999年5月1日至10月31日在中華人民共和國昆明市舉行的世界園藝博覽會。這是中國舉辦的首屆專業類世界博覽會，也是第一個獲得國際園藝生產者協會（AIPH/IAHP）與國際展覽局（BIE）認證授權舉辦的A1級世界園藝博覽會；同時，昆明世園會也是在昆明、雲南省乃至西南地區舉辦的規格最高、規模最大的一次世界性展會。
昆明世園會舉辦期間，先後有5位外國國家元首和政府首腦、115個外國使節團和國際組織代表團前來參觀。69個國家和26個國際組織參加了本屆世博會。其中84個國家和國際組織參加了室內展出，35個國家和國際組織建造了34個室外展園，51個國家和國際組織舉辦了館日活動。昆明世園會為期184天，國內外參觀人數達到950萬人次。

## 概要
- 日期：1999年5月1日至10月31日
- 展區：昆明市北郊盘龙区金殿名勝風景區，佔地218公頃[3]
- 主題：人與自然——邁向21世紀
- 室內展館：中國館、人與自然館、大溫室、科技館和國際館
- 室外展區：國內展區、國際展區和企業展區
- 專題展園：竹園、蔬菜瓜果園、藥草園、盆景園和樹木園

## 开幕式
中国’99昆明世界园艺博览会开幕式于1999年4月30日晚间在昆明拓东体育场举行，中共中央总书记、中国国家主席江泽民出席开幕式，并宣布此届世界园艺博览会开幕。出席开幕式的还有国际展览局主席菲利普森及其夫人，国际园艺生产者协会主席柯什，柬埔寨国王西哈努克和王后莫尼列，以色列总统魏茨曼和夫人，津巴布韦总统穆加贝，吉布提总理哈马杜，泰国总理川·立派等。开幕仪式后举办了文艺晚会《天地浪漫曲》。

## 闭幕式
本届世界园艺博览会的闭幕式于1999年10月31日在云南艺术剧院举行，中共中央政治局常委、国务院副总理李岚清出席閉幕式。

## 關連項目
- 中國花卉博覽會
- 昆明世界园艺博览园

## 來源
1. 1 2  . 人民日報.   [2012年2月22日]. （原始内容存档于2020年6月1日）.
2. ↑  . expo2011.cn.   [2012-02-22]. （原始内容存档于2012-07-09）.
3. ↑  . 光明日报. 1998-01-10  [2021-03-22].
4. ↑  . 人民日报. 1999-05-01  [2021-03-22]. （原始内容存档于2005-03-16）.
5. ↑  . 人民日报. 1999-11-01  [2021-03-22].[]

## 外部連結
- 1999昆明世園會 （简体中文）
- Expo 1999 Kunming BIE website（页面存档备份，存于）

| 前任： 1993年斯图加特世界园艺博览会 | 1999年昆明世界园艺博览会 | 繼任： 2002年哈勒默梅尔-阿姆斯特丹世界园艺博览会 |